# Ahmed al-Ghamdi
Ahmed Salah al-Ghamdi (arabisk: احمد صلاة الغامدي, Aḥmad Ṣalāt al-Ghāmdī) (2. juli 1979 – 11. september 2001). var en af de fem mænd, der nævnes af FBI, som flykaprere af United Airlines Flight 175 i terrorangrebet den 11. september 2001.
al-Ghamdi var fra al Bahah provinsen i Saudi-Arabien, et isoleret og underudviklet område, og delte det samme samme tilhørsforhold med andre flykaprere blandt andet Saeed al-Ghamdi, Hamza al-Ghamdi, og Ahmed al-Haznawi. Denne gruppe er noteret for at være nogle af de mere religiøse flykaprere.